# Missa Cellensis

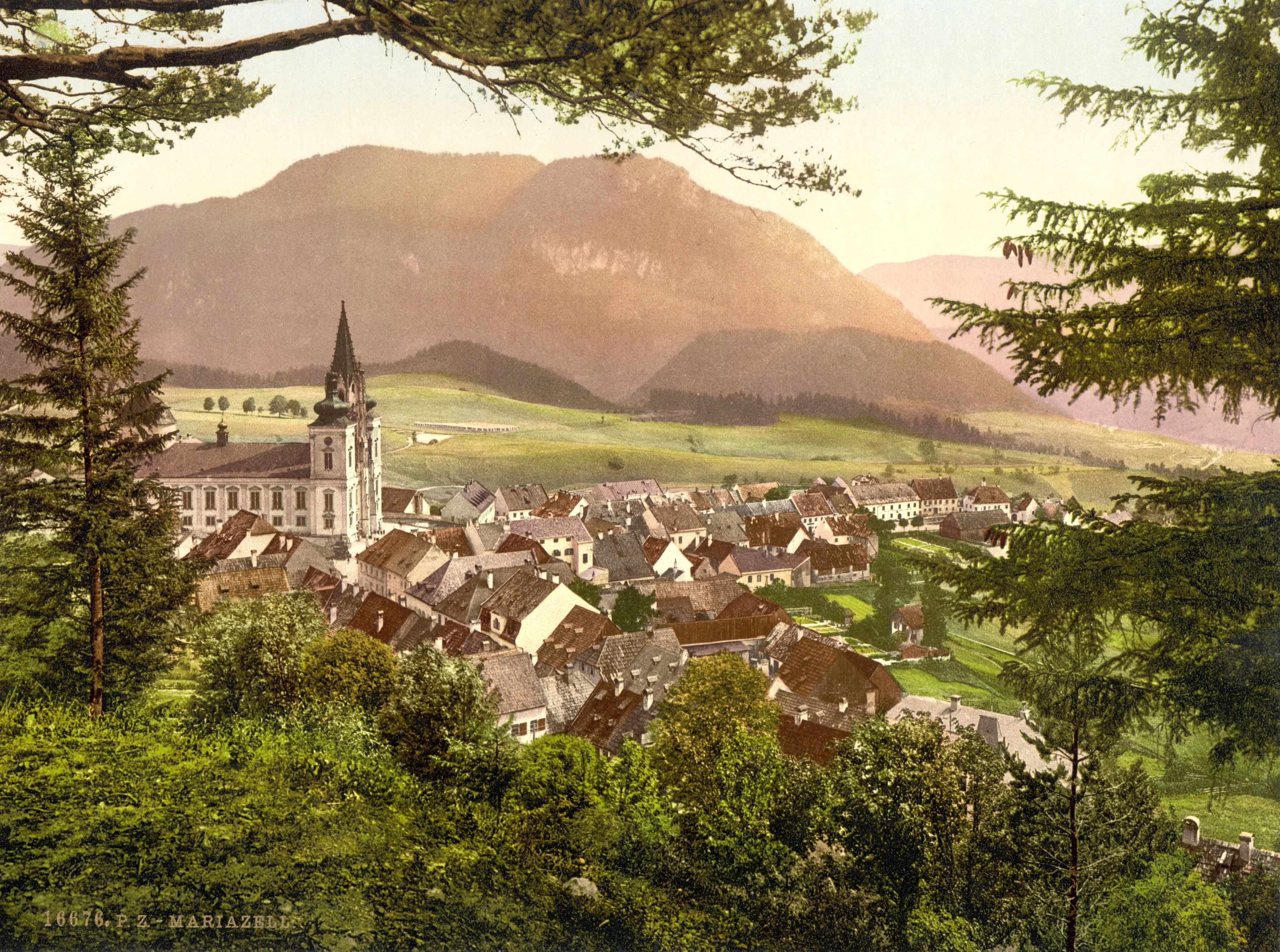
Mariazell, Stiermarken/Oostenrijk

Joseph Haydn schreef twee missen met de titel Missa Cellensis (zie Missen van Joseph Haydn):
- Missa Cellensis in honorem Beatissimae Virginis Mariae, Hob.XXII:5 (naam ook afgekort als Missa Cellensis in honorem BVM; vroeger ook bekend als Missa Sanctae Caecilia, of Cäcilienmesse en Ceciliamis. Voor sopraan, alt, tenor en bas, koor, orkest en orgel), gecomponeerd in 1766 en 1769-1773)
- Missa Cellensis, Hob.XXII:8 (bijgenaamd Mariazeller Mis; voor sopraan, alt, tenor en bas, koor, orkest en orgel), gecomponeerd in 1782